# Vaisakhi

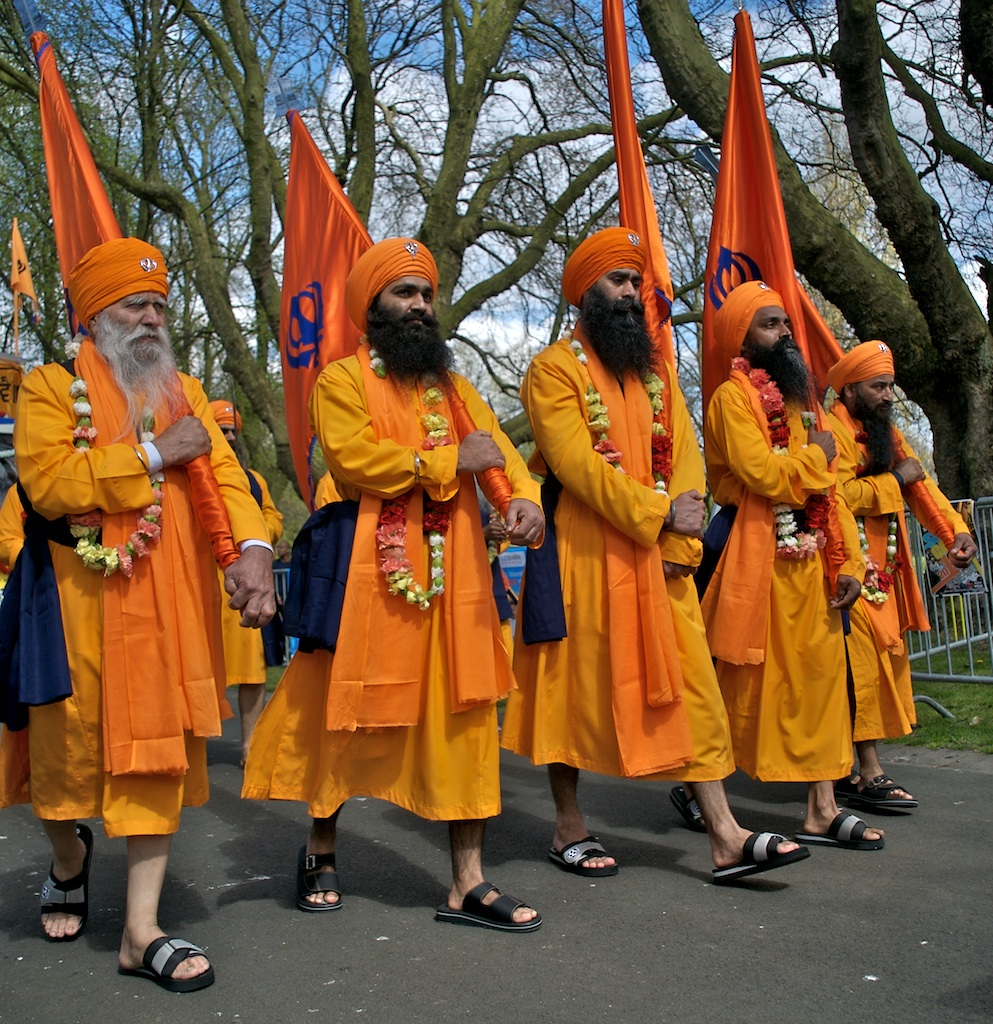
Procissão sique em Birmingham, Inglaterra.

Vaisakhi, também conhecido como Baisakhi, marca o primeiro dia do mês de Vaisakh e é tradicionalmente celebrado anualmente em 13 de abril e às vezes em 14 de abril. É visto como uma celebração da colheita da primavera principalmente em Panjabe e no norte da Índia. Embora seja culturalmente significativo como um festival de colheita, em muitas partes da Índia, Vaisakhi é também a data do Ano Novo Solar Indiano.
Para os siques, além de seu significado como o festival da colheita, durante o qual os siques realizam kirtans, visitam gurdwaras locais, feiras comunitárias, realizam procissões de nagar kirtan, levantam a bandeira Nishan Sahib e se reúnem para socializar e compartilhar comidas festivas, Vaisakhi observa eventos importantes na história do siquismo e do subcontinente indiano que aconteceram na região de Punjab. Vaisakhi como um grande festival sique marca o nascimento da ordem Khalsa pelo Guru Gobind Singh, o décimo Guru do Siquismo, em 13 de abril de 1699. Mais tarde, Ranjit Singh foi proclamado Marajá do Império Sique em 12 de abril de 1801 (para coincidir com Vaisakhi), criando um estado político unificado.
Vaisakhi também foi o dia em que o oficial do Exército de Bengala, Reginald Dyer, ordenou que suas tropas atirassem contra uma multidão que protestava em Amritsar, um evento que viria a ser conhecido como massacre de Jallianwala Bagh; o massacre provou ser influente na história do movimento de independência da Índia.
Este feriado é celebrado pelos hindus e é conhecido por vários nomes regionais em outras partes da Índia. Para muitas comunidades hindus, o festival é uma ocasião para banhar-se ritualmente em rios sagrados como Ganges, Jhelum e Kaveri, visitar templos, encontrar amigos, participar de outras festividades e realizar um daan (caridade) obrigatório, especialmente de leques, jarras de água e frutas da estação. As feiras comunitárias são realizadas em locais de peregrinação hindus. Em muitas áreas, são realizadas procissões de divindades do templo. O feriado também marca a adoração e propiciação de várias divindades, como Durga em Himachal Pradesh, Surya em Bihar e Vishnu no sul da Índia. Embora Vaisakhi tenha começado como um festival de colheita de grãos para os hindus e sua observância seja anterior à criação do siquismo, ele acabou ganhando associação histórica com os Sikhs após a inauguração do Khalsa.